# Félicien Chapuis
Félicien Chapuis (29 de abril de 1824, Verviers - 30 de septiembre de 1879, Heusy, Verviers) fue un médico y entomólogo belga.

## Biografía
Hijo de un médico. Después de la media, se trasladó a Bonn, con el fin de aprender la lengua alemana. Chapuis, desde joven se interesó por la historia natural y biología. Estudió medicina en la Universidad de Lieja, donde se entrevistó con el también, entomólogo Ernest Candèze, y también médico. Ambos se interesaban por escarabajos y fue profesor de zoología; y, con Jean Théodore Lacordaire trabajaron especialmente en estudios sobre larvas de escarabajos. Después de graduarse, en 1852 trabajó en los Hospitales de París y se estableció como médico en su ciudad natal. Chapuis fue, además de su profesión como médico, un conocido entomólogo. Se doctoró tanto en Ciencias naturales (1848), como también en Medicina. Completó la obra monumental Histoire naturelle des insectes. Los géneros de la Coléoptères a través de Escarabajos de Théodore Lacordaire (partes 10-12, 1874-1876) póstumamente.
Se interesó también por la botánica publicando al respecto, y escribió un libro sobre la orientación de las palomas.
En 1858 se convirtió en corresponsal y en 1865 miembro de pleno derecho de la Real Academia Belga de Ciencias. En 1872, fue galardonado con la cruz de caballero de la Orden Leopoldina.

## Obra

### Algunas publicaciones
Además de los ya mencionados libros: 
- "Monografía del platypides", Mémoires de la Société des Sciences de Lieja, Tomo 20, 1866 (Platypodidae, Kernholzkäfer)
- "Sinopsis del Scolytides", Mémoires de la Société des Sciences de Lieja, volumen 22, 1869 (Bostríquido)

### Otras publicaciones
- Monographie des Platypides, Mémoires de la Société des Sciences de Liège, v. XX, 1866
- Synopsis des Scolytides, Mémoires de la Société des Sciences de Liège, v. XXII, 1869
- Histoire naturelle des Insectes. Genera des Coléoptères, v. X. Libraire encyclopédique de Roret, Paris, 455 p. pls. 111–124. (Phytophages), 1874
- Histoire naturelle des Insectes. Genera des Coléoptères, v. XI. Libraire encyclopédique de Roret, Paris, 420 p. pls. 125–130. (Phytophages), 1875
- Histoire naturelle des Insectes. Genera des Coléoptères, v. XII. Libraire encyclopédique de Roret, Paris, 424 p. pls. 131–134. (Érotyliens. Endomychides, Coccinellides), 1876.

## Abreviatura (zoología)
La abreviatura Chapuis  se emplea para indicar a Félicien Chapuis como autoridad en la descripción y taxonomía en zoología.